# Sant Martí de Pollestres

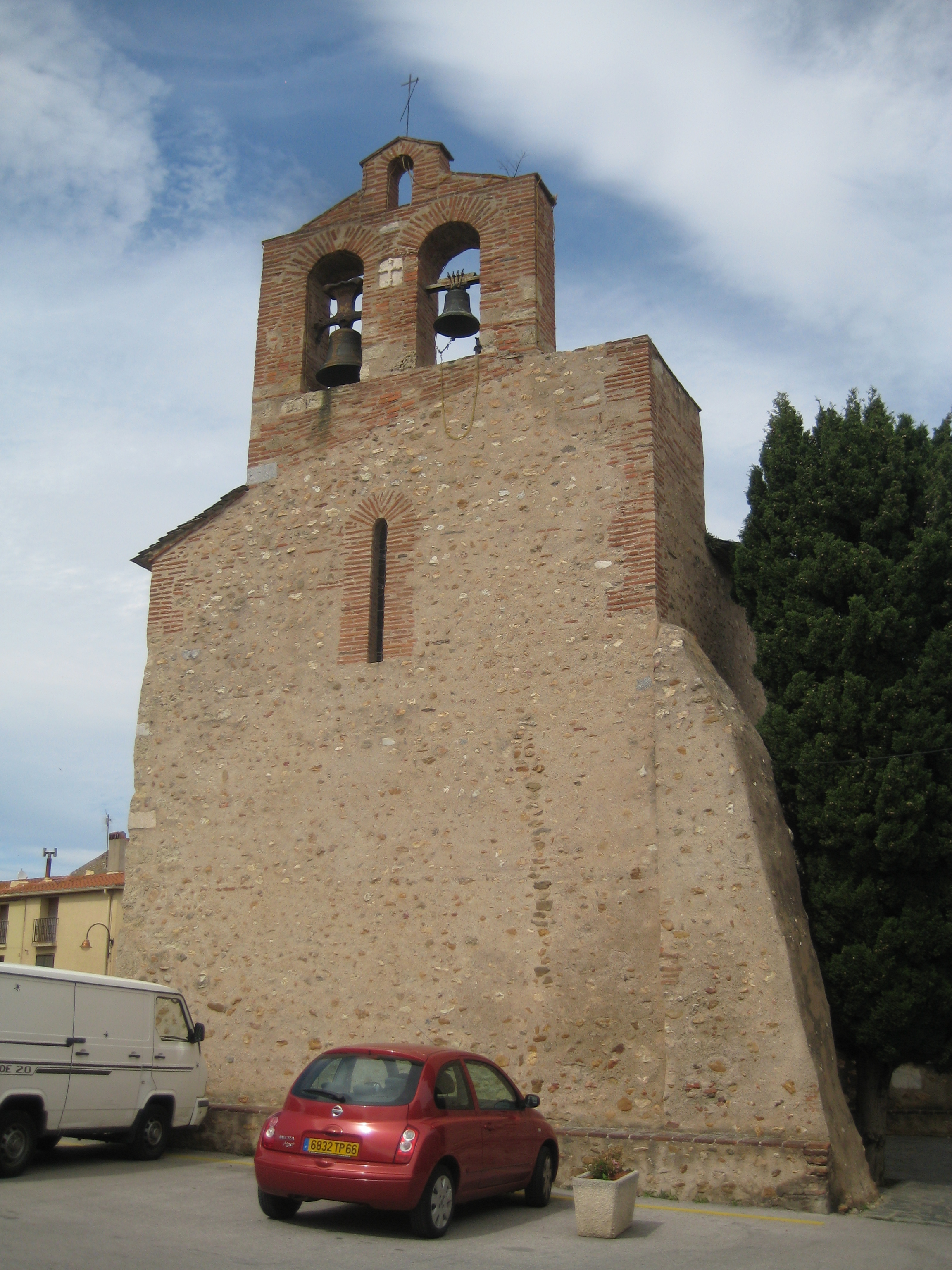
Façana occidental, amb el campanar d'espadanya

Sant Martí de Pollestres (Saint-Martin de Pollestres en francès) és l'església parroquial del poble rossellonès de Pollestres, a la Catalunya del Nord.
Està situada al cor del nucli vell del poble, en el centre de la cellera medieval d'on sorgí el poble de Pollestres.

## Història
L'església de Sant Martí és esmentada a la documentació per primer cop el 974, en una butlla de Benet VI, i novament al 982, aquest cop com a Sant Martí i Sant Genís. L'edifici actual és majoritàriament del segle xi. Dels estudis d'Aimat Catafau s'ha conclòs que al voltant del temple es constituí una cellera o sagrera. Com la resta del poble, l'església estigué sota la tutela del monestir de Sant Pere de Rodes fins al segle xiv.
Fou engrandida el segle xv i, modernament (1962-1966, 1969, 1991), ha estat restaurada diverses vegades.
L'edifici va ser declarat Monument històric de França el 4 de juliol del 1973.

## Arquitectura

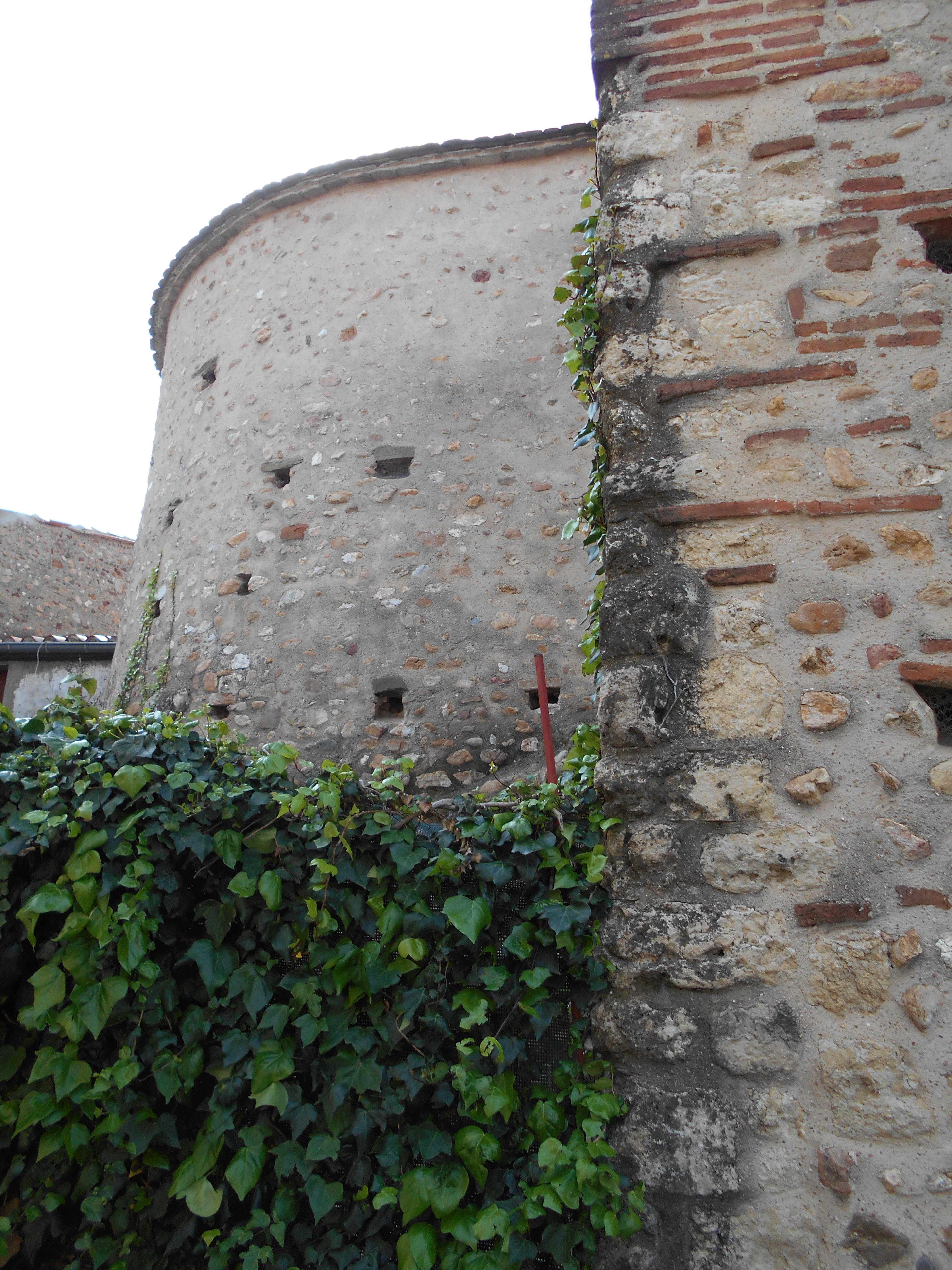
Absis romànic de l'església

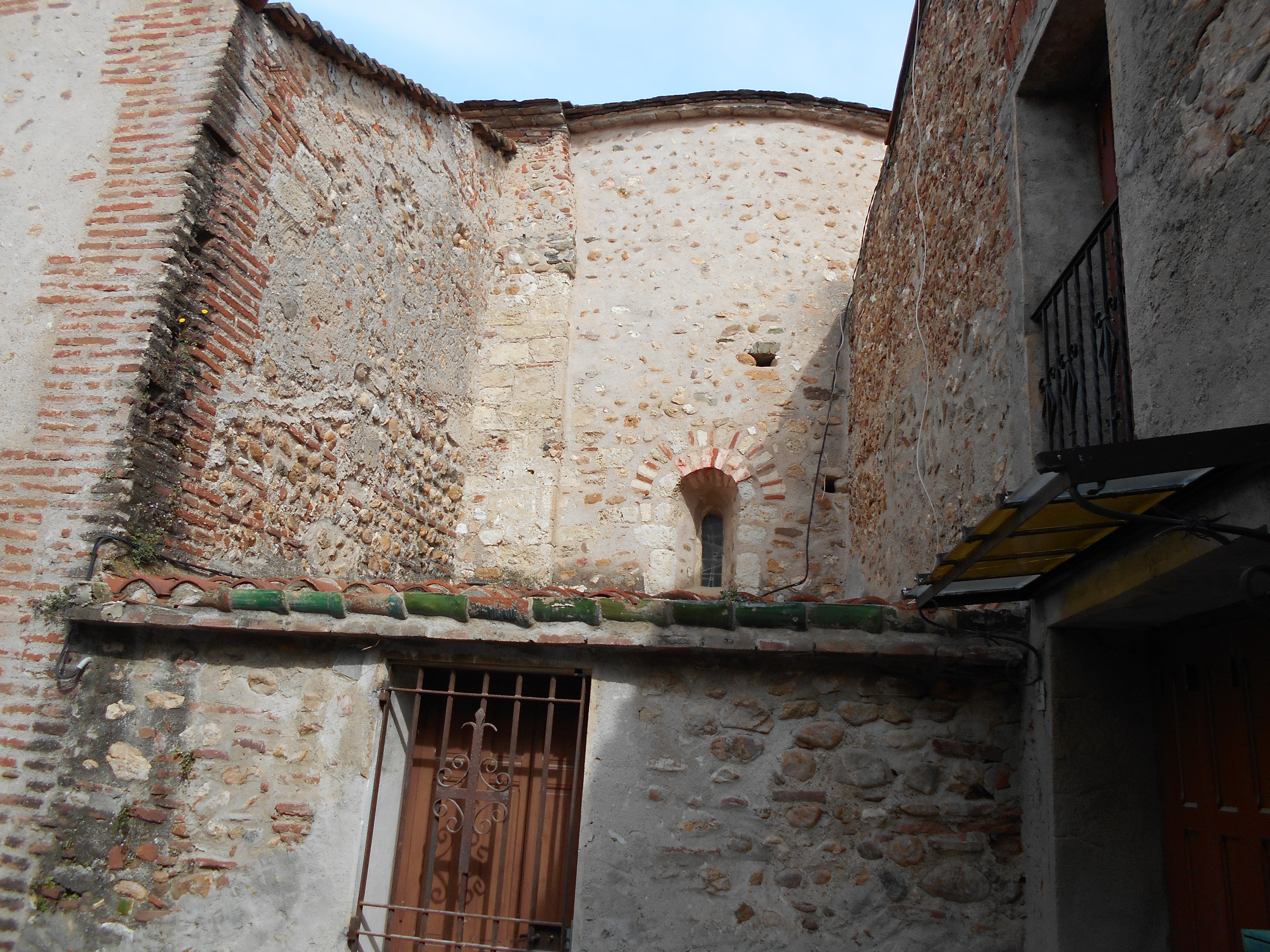
Murs medievals de l'església

És una església romànica d'absis semicircular, de nau única coberta amb volta de canó. Fou ampliada als segles XIV i XV amb la construcció de dues capelles laterals, que deixaren una planta final en forma de creu. Corona la façana un campanar d'espadanya de tres obertures, una de petita per damunt de dues de més grans, que contenen les campanes. L'interior de l'absis és decorat per una arcada cega de cinc arcs, sostinguts per pilars; aquesta decoració és també present en els dos murs laterals del segle x. Cal destacar el portal, en marbre blanc, datat al segle xiii. D'ençà les restauracions de finals del segle xx, diversos vitralls policromats foren substituïts a les finestres per altres de neutres, per fidelitat al model romànic original, i s'exposen -restaurats- a peu pla. Fora d'algunes estàtues (una antiga de sant Martí, la marededéu del Roser, els sants Pere i Galdric), el mobiliari no és especialment rellevant.